# Dendropsophus minusculus
Dendropsophus minusculus là một loài ếch thuộc họ Nhái bén.
Loài này có ở Colombia, Guyane thuộc Pháp, Guyana, Suriname, Trinidad và Tobago, và Venezuela.
Môi trường sống tự nhiên của chúng là rừng ẩm vùng đất thấp nhiệt đới hoặc cận nhiệt đới, xavan khô, xavan ẩm, đồng cỏ nhiệt đới hoặc cận nhiệt đới vùng ngập nước hoặc lụt theo mùa, đầm nước ngọt, đầm nước ngọt có nước theo mùa, đất canh tác, vườn nông thôn, rừng thoái hóa nghiêm trọng, và ao.